# ある日願いが叶ったんだ/All For You
「ある日願いが叶ったんだ/All For You」（あるひねがいがかなったんだ/オール・フォア・ユー）は、V6の51枚目のシングル。2019年6月5日にavex traxから発売された。

## 概要
- 前作から約5か月ぶりのシングル。47thシングル「Can't Get Enough/ハナヒラケ」から5作連続で両A面シングルとなる。
- 初回盤A/B・通常盤・セブンネット限定盤の4種類で発売。
- V6としては、令和初となるシングルである。
- 表題曲2作を含め、収録曲全てにメンバー全員のソロパートがある。

## 収録曲

### CD
※「Sweet Bitter Rain」以降、通常盤のみ収録。
1. ある日願いが叶ったんだ [4:30]
作詞：RYOJI
作曲：RYOJI・田尻知之・本澤尚之
編曲：田尻知之・本澤尚之
  - 井ノ原快彦主演 テレビ朝日系ドラマ『特捜9スペシャル』『特捜9 season2』主題歌
2. All For You [3:08]
作詞：宏実
作曲：AmPm・Chocoholic・Jason Arner Housman・Bane Scott
編曲：Bane Scott
  - 坂本昌行出演 セブン&アイ・ホールディングス「セブンネットショッピング」CMソング
  - 近年のV6の楽曲では珍しく全員で歌唱する場面はなく、全員のソロパートで繋ぐ唯一の構成となっている。
3. Sweet Bitter Rain [3:18]
作詞：AKIRA
作曲：U-Key zone・児山啓介
編曲：児山啓介
4. NOIZ [4:14]
作詞：SHIROSE
作曲・編曲：Tommy Clint
5. ある日願いが叶ったんだ（Instrumental）
6. All For You（Instrumental）
7. Sweet Bitter Rain（Instrumental）
8. NOIZ（Instrumental）

### DVD

#### 初回盤A
1. 「ある日願いが叶ったんだ」Music Video
2. Music Video & Jacket Shooting Making

#### 初回盤B
1. 「All For You」Music Video
2. 時代順に並べ替えろ！50マーベラス6

### ARコンテンツ
※セブンネット限定盤のみ
- AR Book